# Vlado Marjanović
Vlado Marjanović (10. listopada 1906. u Livnu - Kruščica kod Viteza 11. rujna 1958.), hrvatski akademski slikar.

## Životopis
Pučku školu završio je u rodnom mjestu, a gimnaziju u Travniku, gdje u Isusovačkoj gimnaziji započinju njegovi umjetnički početci.
U osamnaestoj godini, u Zagrebu, primio je prvu pouku iz slikarstvu i likovnosti od vrsnog slikara i pedagoga Bele Čikoša Sesije, a prije odlaska u Rim na Akademiju lijepih umjetnosti, djeluje u ateljeu slikara i zemljaka Gabrijela Jurkića.
Najveće domete umjetničkog iskaza Vlado Marjanović posvetio je zidnom slikarstvu, kojeg je nakon završene akademije u Rimu specijalizirao kod prof. Calcagnadora.
Njegova djela vidljiva su u crkvama Dalmatinske zagore: Vrlici, Kninu, Lovreću, Drnišu, te u drugim mjestima: Šibeniku,  Zlarinu, Makarskoj, Primoštenu, Kruščici kod Viteza, Markuševcu i Klanjcu.
Najveći broj Marjanovićevih slika na jednom mjestu nalazi se u Galeriji likovne umjetnosti Bosne i Hrecegovine u Sarajevu.
Bio je članom ULUH-a i ULUBiH-a.